# Wola Lubiankowska
Wola Lubiankowska [pronunciación en polaco: /ˈvɔla lubjaŋˈkɔfska/] es un pueblo ubicado en el distrito administrativo de Gmina Głowno, dentro del Distrito de Zgierz, Voivodato de Łódź, en Polonia central. Se encuentra aproximadamente a 9 kilómetros al este de Głowno, a 31 kilómetros al este de Zgierz, y a 32 kilómetros al noreste de la capital regional Łódź.